# Christoffel van den Berghe

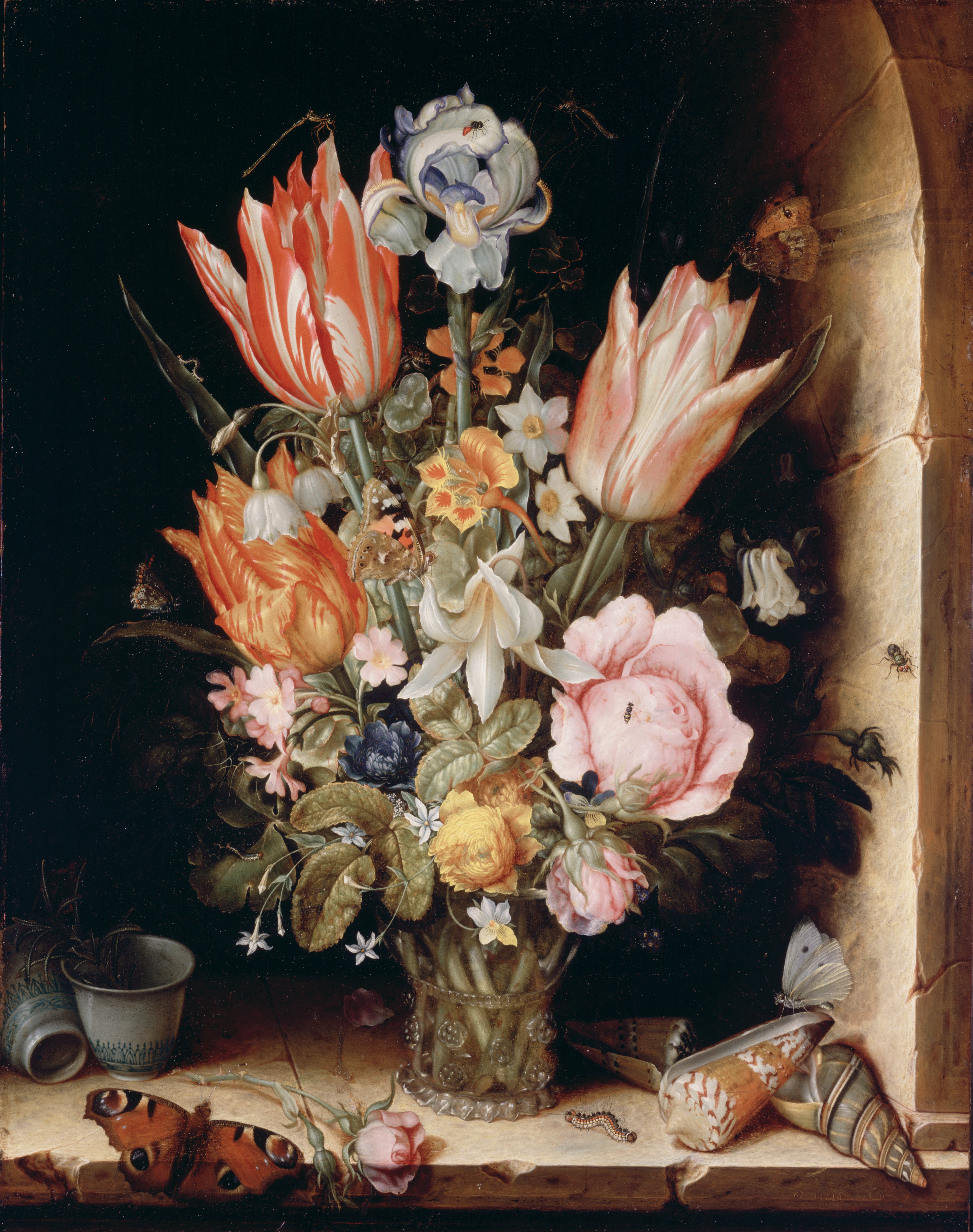
Natura morta floreale (1617)

Christoffel van den Berghe, o Berge (Anversa, 1590 circa – Middelburg, 1642  circa), è stato un pittore e disegnatore fiammingo attivo principalmente nei Paesi Bassi.

## Biografia

Paesaggio invernale (1615-1620)

Poco si conosce della vita di quest'artista: la sua identità era infatti sconosciuta fino al 1950.
Allievo, probabilmente, del pittore di fiori Ambrosius Bosschaert, operò a Middelburg tra il 1616 ed il 1628. La prima opera datata di quest'autore risale al 1617. Nel 1619 van den Berghe entrò a far parte della locale Corporazione di San Luca e nel 1621 ne divenne il decano. Nello stesso anno acquistò una casa a Middelburg e nel 1628 ne era ancora il proprietario. Un suo dipinto con cacciagione e frutta (dead game con frutta), datato erroneamente 1642, in realtà probabilmente è del 1624 ed è perciò da considerare come una delle prime opere di questo genere della storia dell'arte olandese: infatti la maggior parte di questa produzione data a partire dal 1640. Da documentazione risulta l'esecuzione di un dipinto rappresentante una scena in cucina nel 1642. Inoltre decorò l'interno della chiesa di Middelburg, dopo che fu danneggiata da un incendio.
Van den Berghe dipinse principalmente paesaggi, in particolare paesaggi invernali, influenzati dall'opera di Jan Brueghel il Vecchio e simili a quelli di Adriaen van de Venne, architetture, nature morte, soprattutto floreali, vanitas e ambientate in cucina. Solo quattro nature morte floreali sono state identificate con certezza come sue: esse presentano reminiscenze di Ambrosius Bosschaert e Roelant Savery. Van den Berghe eseguiva le figure presenti nei suoi paesaggi e firmava le sue opere con il monogramma CvB.
Fu suo allievo Johannes Goedaert.

## Opere
- Natura morta floreale, olio su rame, 376,43 x 295,15 mm, 1617, Philadelphia Museum of Art, Filadelfia
- Paesaggio estivo, olio su rame, 11,5 x 16,5 cm, 1615-1620, Mauritshuis, L'Aia[7]
- Natura morta con cacciagione d'uccelli, olio su tela, 72,38 x 100,32 cm, 1624, Getty Museum, Los Angeles[8]
- Paesaggio invernale, olio su tavola, 27,3 x 45,7 cm, 1615-1620, The Metropolitan Museum of Art, New York
- Natura morta con tulipani e garofani, olio su tavola, 240 x 180 mm, 1640-1642, Collection of Coleton Fishacre, Devon[9]
- Paesaggio invernale, olio su rame, 1615-1620[10]
- Fiori in un vaso di porcellana, olio su rame, 31 x 21 cm, 1616-1617, Collezione privata[11]